# Lime (транспортна компанія)
Neutron Holdings, Inc., яка веде бізнес під назвою Lime, раніше LimeBike, є американською транспортною компанією, що базується в Сан-Франциско, США. У ній задіяні електроскутери, електричні велосипеди, звичайні педальні велосипеди та системи спільного використання автомобілів у різних містах світу. Система пропонує бездокові транспортні засоби, які користувачі знаходять і розблоковують за допомогою мобільного додатка, який знає розташування доступних автомобілів за допомогою GPS.

## Історія
LimeBike була заснована у січні 2017 року Бредом Бао та Тобі Сан. У березні 2017 р. було залучено 12 млн. доларів США венчурного фінансування за сприяння Андрісена Горовіца. Перше місце розташування компанії — Університет Північної Кароліни в Грінсборо — було відкрито в червні 2017 року зі 125 велосипедами.
LimeBike розширилася в липні 2017 року на міста Кі-Біскейн, Флорида, Саут-Бенд, штат Індіана, та Саут-Лейк-Тахо, Каліфорнія. 27 липня 2017 р. LimeBike стартував із 500 велосипедами в Сіетлі, штат Вашингтон і став другим оператором велосипедів у місті. Станом на жовтень 2017 року у Lime було 150 000 користувачів.
У травні 2018 року компанія оголосила про плани розпочати розробку транзитних баків, малих самохідних електромобілів.
У серпні 2018 року компанія підписала угоду з Uber про надання їм електричних велосипедів для розширення їх служби Uber Bikes.
У травні 2019 року Бред Бао, співзасновник Lime, зайняв місце генерального директора.
У вересні 2019 року Lime було визнано одним з найкращих стартапів на 2019 рік. Lime вперше був внесений до списку, і він зайняв 12 місце серед 50 стартапів.
Через зменшення попиту на електричні скутери під час пандемії COVID-19 у 2020 році, Lime довелося припинити обслуговування майже у 20 країнах.
Лайм придбав у Uber бізнес з електронних велосипедів та скутерів Jump у травні 2020 року, а також раунд фінансування в розмірі 170 млн доларів під керівництвом Uber за участю Bain Capital Ventures та GV. Угода оцінила Lime у 510 млн доларів, що на 79% менше порівняно з оцінкою в 2,4 мільярда доларів у квітні 2019 року. В той час Бред Бао пішов з посади генерального директора, його замінив Уейн Тінг.

## Користування
Користувач встановлює додаток Lime на пристрій (зазвичай це смартфон), на якому відображаються всі транспортні засоби (відстежувані за допомогою GPS) поблизу. Перед початком поїздки користувач надає інформацію щодо оплати, потім сканує QR-код на транспортному засобі і починає поїздку. Щоб закінчити поїздку, користувач паркує автомобіль, а потім закінчує поїздку через додаток. Ціна поїздки одразу знімається з кредитної картки користувача. Lime вимагає від кожного користувача сфотографувати припаркований транспортний засіб та усе навколо, щоб перевірити, чи транспортний засіб було припарковано належним чином. Якщо під час поїздки виникли проблеми (наприклад, несправний транспортний засіб), користувач може повідомити про це через додаток.

### Місцезнаходження
Станом на вересень 2019 року Lime працював у понад 120 містах у понад 30 країнах.
У січні 2020 року компанія Lime оголосила, що припиняє роботу в 11 локаціях, включаючи кілька столичних районів США, таких як Атланта.
В рамках випробувань, затверджених Департаментом транспорту Великої Британії, компанія Lime розпочала експлуатацію електронних скутерів у Великій Британії, де використання електронних скутерів поза судовим процесом залишається незаконним у громадських місцях із середини 2020 року.

### Транспортні засоби
Lime, залежно від місцезнаходження, використовує три різні типи транспортних засобів.

#### Lime-S
Зараз використовуються 4 різні моделі електричних скутерів:
- Lime-S Ninebot ES4, зроблений Segway з додатковою батареєю, прикріпленою до головного полюса.
- Lime-S Generation 1
- Lime-S Generation 2
- Lime-S Generation 3

Лайм має автопарк із 120 000 скутерів.

## Співпраця користувачів

### Зарядні пристрої
Скутери Lime заряджаються спеціальними працівниками, приватними підрядниками, яким необхідно зареєструватись для початку співпраці; компанія надсилає їм затверджене зарядне обладнання і платить, щоб вони зарядили скутери протягом ночі, а потім вранці розмістили їх у призначених місцях ("LimeHubs").

### Викрадення електроенергії
В одному з випадків у серпні 2019 року в Портленді, штат Орегон, місцевий оператор продовольчого відділу спіймав одного зі спеціалістів заряджання скутерів Lime, який крав електроенергію з його кіоску, щоб за одну ніч зарядити десятки скутерів Lime.

## Конфлікти з місцевою владою

### Форт-Лодердейл, штат Флорида
Lime критикували за своєрідний підхід до муніципалітетів, включаючи ігнорування місцевих законів. У лютому 2019 року користувач Lime у Форт-Лодердейл дуже постраждав після жорстокого зіткнення з автомобілем під час їзди на самокаті Lime по дорозі, а не по тротуару, як це дозволено законом. Як повідомляється, постраждалій жінці за допомогою програми Lime було наказано їхати дорогою.

### Коронадо, Каліфорнія
Місто Коронадо, Каліфорнія, вилучило понад сотню мотоциклів Lime у 2018 році, і компанія повинна була заплатити 9,300 доларів за їх повернення в липні.

### Сан-Франциско, Каліфорнія
У вересні 2018 року Lime подав до суду на Сан-Франциско за відмову Lime в дозволі на роботу. Lime діяв у Сан-Франциско без дозволу, за що отримав наказ припинити діяльність.

### Мілвокі, штат Вісконсин
Спочатку скутери були заборонені в Мілвокі, коли Bird Rides Inc. розпочали свій бізнес зі скутерами без дозволу. Губернатор штату Вісконсин Тоні Еверс 11 липня 2019 року підписав законопроєкт, що регулює роботу скутерів. Незабаром після рішення губернатора (23 липня 2019 р.) Lime почав працювати в Мілвокі в рамках пілотної програми, поки місто знову не зупинило оренду скутерів через скарги на тих, хто їздить по тротуарах. Lime хотів збільшити свій флот із 500 скутерів у районі Мілвокі, але їм було відмовлено в дозволі.

### Листи попередження (cease-and-desist letters)
Lime отримував листи-попередження щодо припинення діяльності з численних міст, включаючи Ріно, Сан-Франциско, Індіанаполіс, та інші.